# 내털리 프래스
내털리 프래스(Natalie Prass, 1986년 3월 15일 ~ )는 미국의 싱어송라이터이다.

## 음반 목록

### 정규 음반
- Natalie Prass (2015)
- The Future and The Past (2018)

### EP
- Small & Sweet (2009)
- Sense of Transcendence (2011)
- Side by Side (2015)